# Терри, Питер
Питер Дэвид Джордж Терри (англ. Peter David George Terry; 18 октября 1926 — 19 декабря 2017) — британский военачальник военно-воздушных сил, главный маршал авиации. Губернатор Гибралтара (1985—1989).

## Карьера в ВВС
Терри начал службу в Королевских ВВС в качестве рядового 2 класса (англ. Aircraftman 2nd class) 17 июля 1946 года. Быстро обнаружил в себе лидерский потенциал и 29 мая 1947 года получил звание лейтенанта (англ. Pilot Officer). Он оставался младшим офицером ВВС в Полку Королевских ВВС девять лет, а затем в апреле 1956 года был переведён в командное подразделение. С конца 1950-х поднимался по карьерной лестнице. В ранге полковника (англ. Group Captain) Терри командовал базой Эль-Адем в Ливии, с 1969 по 1970 года. Во время службы в сентябре 1969 года полковник Каддафи сверг короля Ливии Идриса в результате государственного переворота. В марте 1970 года Терри руководил выводом британских войск из Эль-Адема и Тобрука.
В 1975 году Терри был назначен помощником начальника штаба по планированию в Штабе верховного главнокомандующего объединенными вооруженными силами НАТО в Европе. По возвращении в Великобританию 25 марта 1977 года Терри занял пост заместителя начальника штаба ВВС. 30 апреля 1979 года он был назначен главнокомандующим Королевских ВВС в Германии. После присвоения звания главного маршала авиации 9 апреля 1981 года Терри получил пост заместителя верховного главнокомандующего ОВС НАТО в Европе. В этой должности он оставался 16 июля 1984 года. Покинув этот пост, через несколько месяцев он ушел в отставку.

## Губернатор Гибралтара
19 ноября 1985 года Питер Терри был назначен губернатором Гибралтара. В этой должности он находился до 1989 года.
Во время его пребывания на посту губернатора Терри санкционировал действия SAS против членов Временной Ирландской республиканской армии в рамках операции «Флавий», в результате которой предполагаемые террористы были убиты.

## Нападение ИРА
18 сентября 1990 года Питера Терри пытались убить участники Временной Ирландской республиканской армии. Нападение произошло в доме Терри в городе Милфорд, графство Стаффордшир, в 9 часов вечера. Терри читал. Стрелок или несколько стрелков открыли огонь через окно. В Терри попало не менее девяти пуль. Его жена, Бетти, также получила ранение возле глаза. Дочь Лиз отделалась шоком. Из-за ранения Терри потребовалась пластическая операция, так как пули раздробили лицевые кости и прошли, едва не задев мозг. Тогдашний премьер-министр Маргарет Тэтчер, заявила, что «совершенно потрясена и глубоко опечалена» событием.

## Награды
В 2006 году Терри был произведён в рыцари Большого Креста Ордена бани.

## Последние годы
По завершении карьеры Терри с женой поселился в деревне Сток-Мандевилл в Бакингемшире. Он активно помогал местной церкви и на неплохом уровне играл в гольф, пока занятию спортом не стало мешать полученное ранение.
Питер Терри умер 19 декабря 2017 года в возрасте 91 года.